# Emilian Brânzan
Emilian Brânzan (n.  ?) este un fost senator român în legislatura 1996-2000 ales în județul Ilfov pe listele partidului PNL. Emilian Brânzan și-a început mandatul pe 26 iunie 1997 când l-a înlocuit pe senatorul Radu Boroianu. În cadrul activității sale parlamentare, Emilian Brânzan a fost membru în grupurile parlamentare de prietenie cu Republica Franceză-Senat și Republica Panama. Emilian Brânzan a fost membru în comisia economică, industrii și servicii, în comisia pentru muncă, familie și protecție socială precum și în comisia pentru administrație publică, organizarea teritoriului și protecția mediului. Emilian Brânzan a inițiat 6 propuneri legislative din care 2 au fost promulgate lege.